# Ethiopisch Hoogland

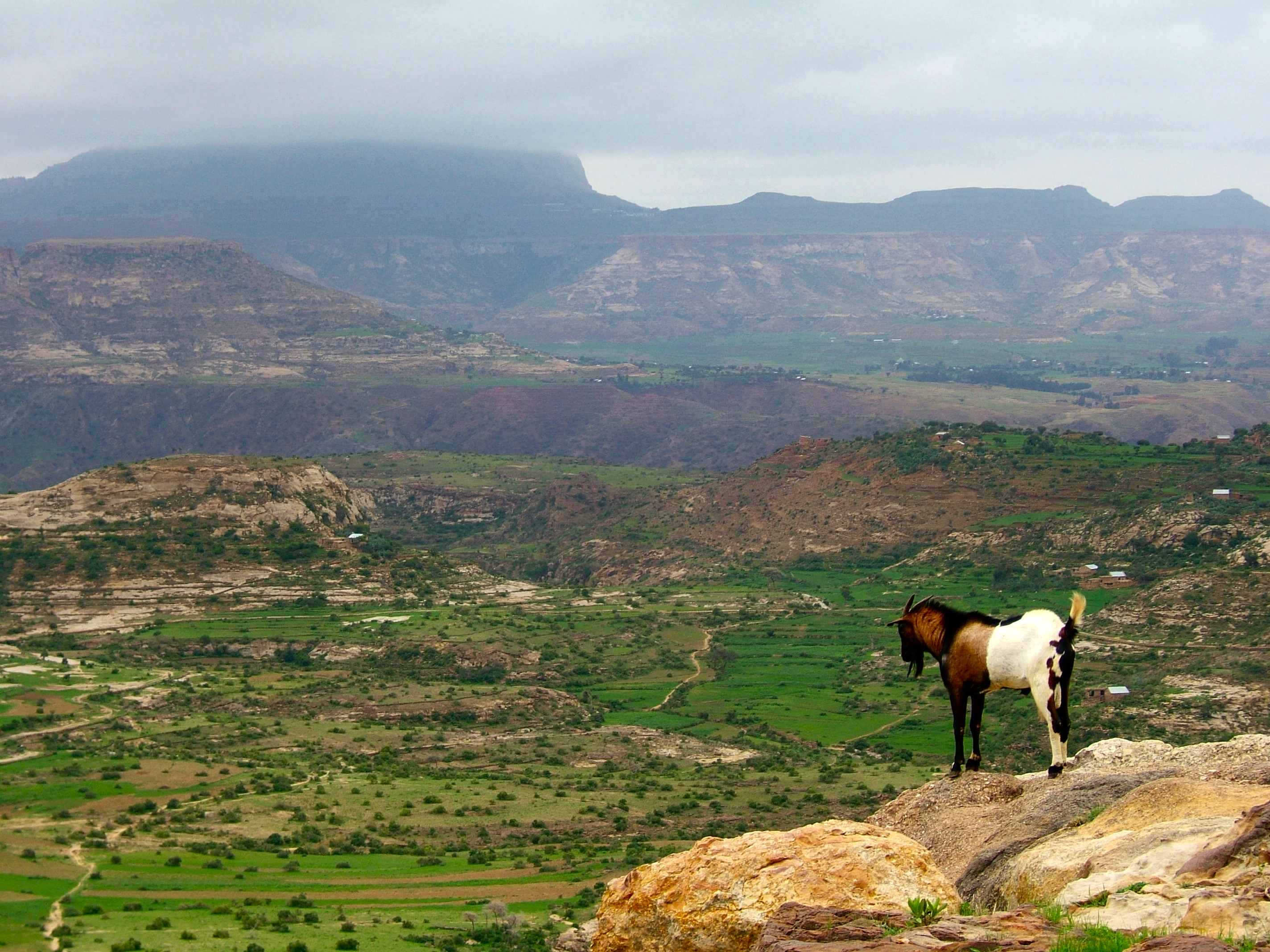
Het Ethiopisch Hoogland met de Ras Dashen op de achtergrond

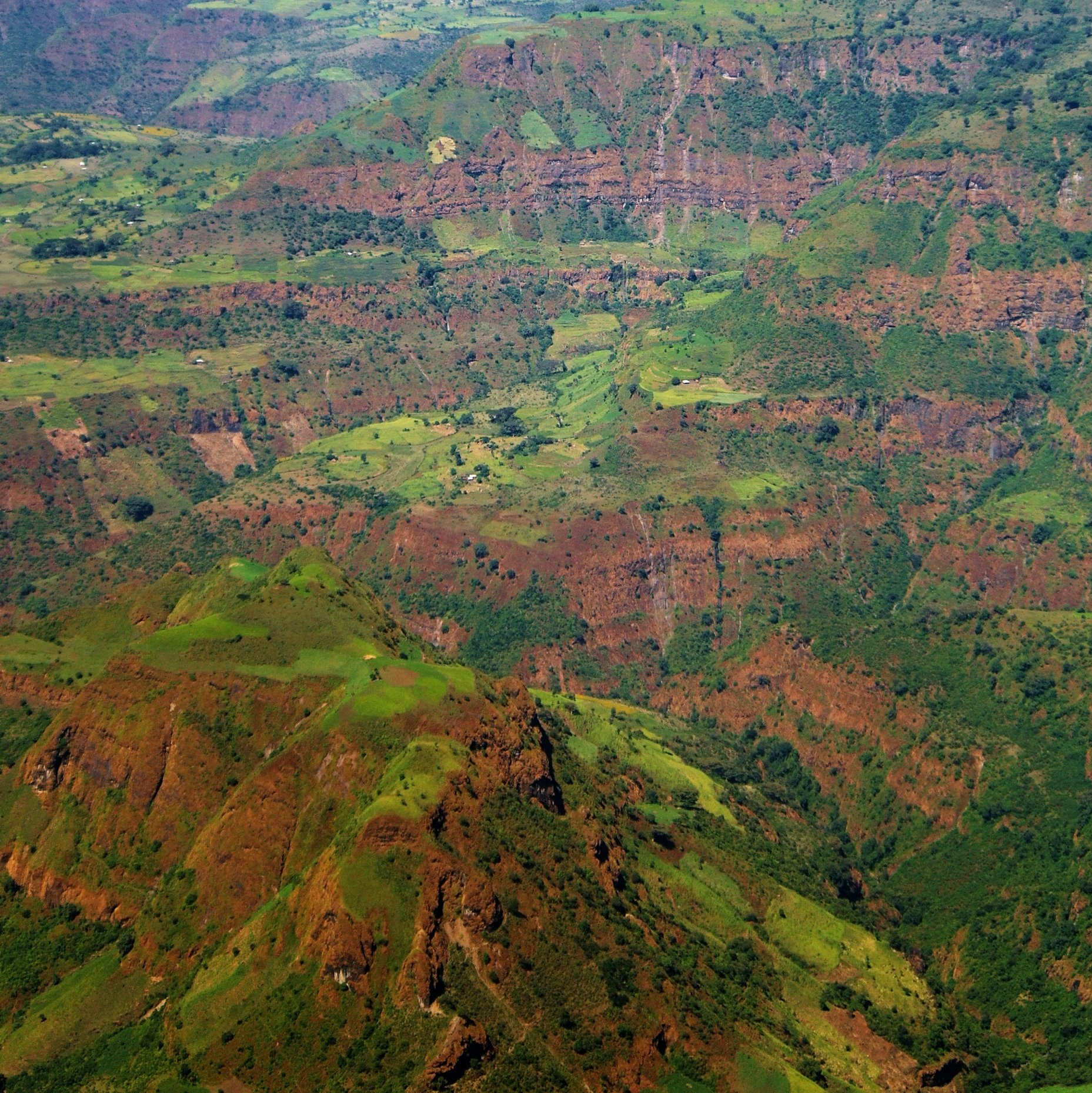
In het noordwesten van het Simiengebergte

Het Ethiopisch Hoogland is een hoogvlakte en gebergte in de Hoorn van Afrika. Het ligt hoofdzakelijk in Ethiopië en deels in het oosten van Eritrea en het noorden van Somalië (Somaliland). De uitgestrektheid maakt dat dit het omvangrijkste aaneengesloten berggebied van het Afrikaanse continent is. Het gebied ligt vrijwel in zijn geheel boven de 1500 meter en de bergtoppen bereiken hoogten van 4000 tot 4600 meter.

## Geografie
Het Hoogland bepaalt voor het grootste deel het landschap van Ethiopië en wordt door de Grote Slenk verdeeld in een noordwestelijk en zuidoostelijk deel. Het noordwestelijke deel herbergt onder andere het Simiengebergte, die de Ethiopische regio's Tigray en Amhara bedekt. Een deel hiervan is aangewezen als het Nationaal Park Simien, tevens een werelderfgoed. In het Simiengebergte bevindt zich de Ras Dashan (4550 m), de hoogste bergtop van het Ethiopisch Hoogland en van Ethiopië, en de op tien na hoogste van Afrika. Het Tanameer, de bron van de Blauwe Nijl ligt ook in het noordwestelijke deel.
De hoogste bergtoppen van het minder omvangrijke zuidoostelijke deel zijn gesitueerd in de zone Bale van de Ethiopische regio Oromiya. Het Balegebergte, dat ook is aangewezen als een nationaal park, is bijna zo hoog als het Simiengebergte, en heeft bergtoppen van over de 4000 meter, zoals de Tullu Demtu (4337 m) en de Batu (4307 m).
De Grote Slenk herbergt enkele zoutmeren en vormt in het noorden de Danakildepressie.

## Geologie

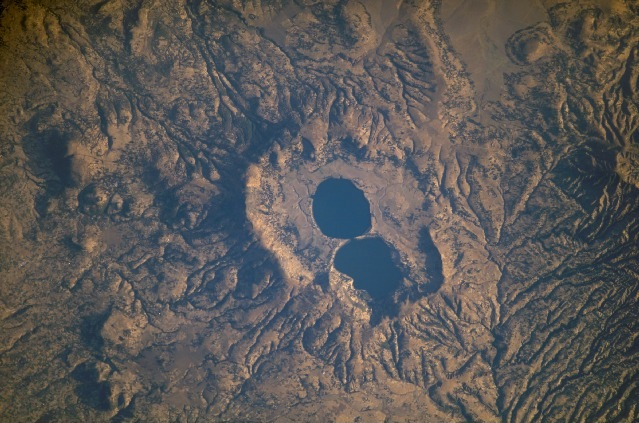
De caldera Dendi, gefotografeerd vanuit het Internationaal ruimtestation ISS

Het Ethiopisch Hoogland begon rond 75 miljoen jaar geleden omhoog te komen, toen magma vanuit de aardmantel een deel van de zeer oude aardkorst van het Afrikaanse kraton optilde. De opening van de Grote Slenk zorgde ervoor dat het Ethiopisch Hoogland in drie delen werd verdeeld. Hiervan worden twee delen als het huidige Ethiopisch Hoogland gezien en het derde deel betreft het gebergte in het zuiden van het Arabisch Schiereiland, wat geologisch deel uitmaakt van het zeer oude Ethiopisch Hoogland. Deze slenk vormde ook de Rode Zee en de Golf van Aden, en scheidde Afrika en Arabië van elkaar.
Rond 30 miljoen jaar geleden, vormde er zich een vloedbasaltplateau, bestaande uit meerdere lagen basalt. In een latere fase van deze periode vonden er ook grote explosieve, calderavormende vulkaanuitbarstingen plaats.
Het Ethiopisch Hoogland werd uiteindelijk helemaal doorsneden door de Grote Slenk, toen de Afrikaanse continentale korst, tussen 30 en 3 miljoen jaar geleden, verder uit elkaar werd getrokken. Dit zorgde voor de vorming van grote schildvulkanen.

## Ecologie en klimaat
Ondanks het feit dat het Ethiopisch Hoogland nabij de evenaar ligt, kent het, in verband met zijn hoogte, een relatief gematigd klimaat. Het Hoogland vormt ook een barrière voor de regen die de moesson vanaf de Indische Oceaan brengt, en waardoor er vanaf juni tot midden september sprake is van een regenseizoen. Deze zware regenval was de oorzaak van de overstroming van de Nijl in de zomer, een fenomeen dat de Oude Grieken voor een raadsel stelde.
Het Ethiopisch Hoogland kent een flora en fauna, vergelijkbaar met andere bergachtige gebieden van Afrika en deze speciale flora en fauna staat bekend als Afromontane. Het Hoogland herbergt meerdere endemische soorten, zoals de Waliasteenbok en de Ethiopische wolf.